# Stanislaw Lewkowicz

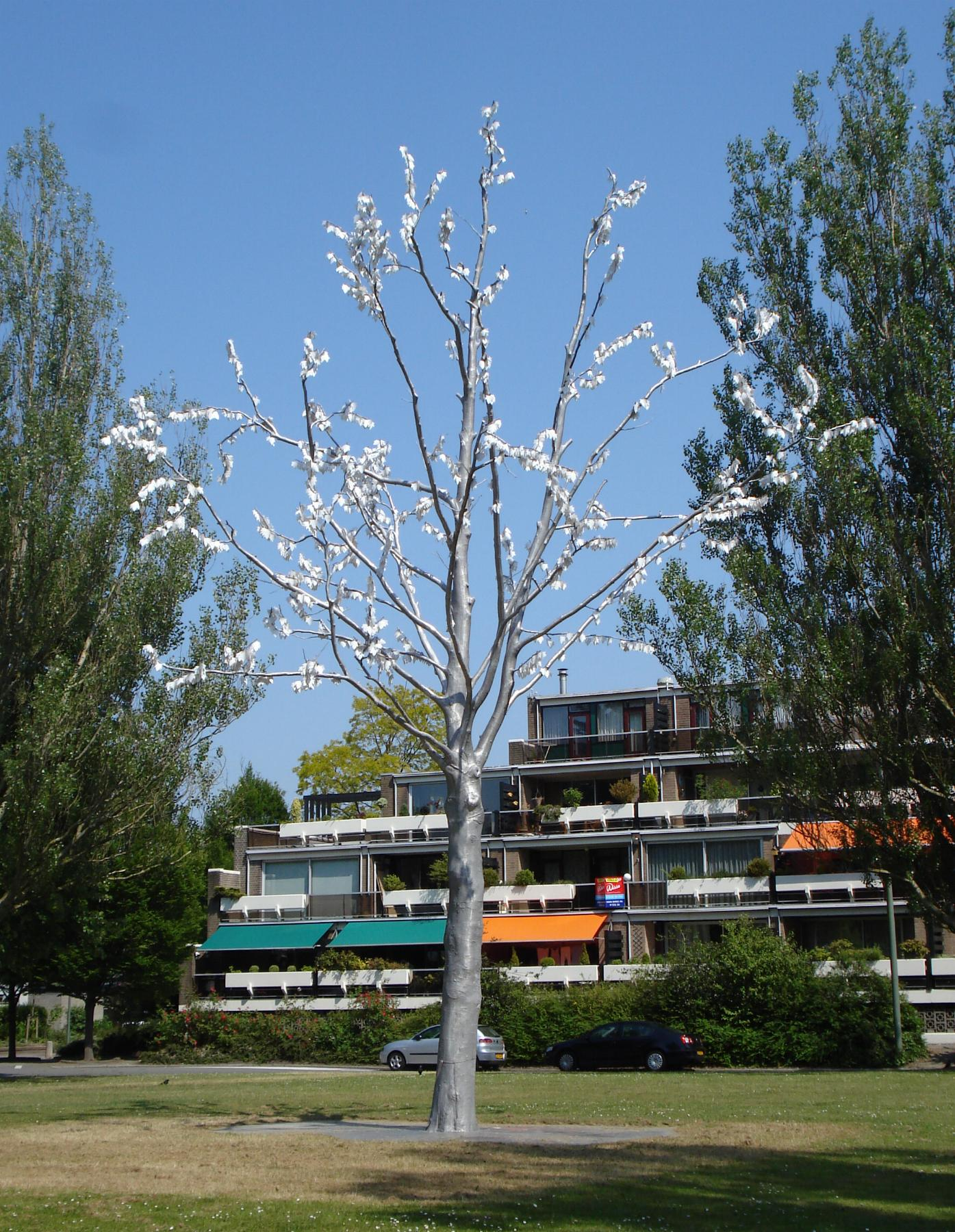
Dordrecht, Lunenburgplein. Kunstwerk "Witte boom" van Stanislaw Lewkowicz

Stanislaw Lewkowicz (Hoensbroek, 2 juli 1956) is een Nederlandse graficus en beeldend kunstenaar.
Hij maakt grafiek, schilderwerk, foto's en litho's en hij maakt daarnaast monumentale werken in de openbare ruimte en installaties. Voor zijn grafische werk gebruikt hij vaak gemengde technieken. Hij maakt zowel vrij werk als werk in opdracht.
Hij studeerde aan de Academie voor beeldende kunsten Artibus in Utrecht en aan de Rijksacademie voor Beeldende Kunsten in Amsterdam. Zijn werk bevindt zich in diverse particuliere collecties. Hij heeft onder andere werk gemaakt voor de Nederlandse ambassade in Berlijn en voor de aankomsthal van Schiphol. Hij heeft De Witte Boom ontworpen, die zich bevindt op het Lunenburgplein in Dordrecht.
Hij won tweemaal de Allianz Nederland Grafiekprijs (1986, 1988). Hij heeft in diverse musea geëxposeerd.